# Associazione Calcio Perugia 1999-2000
Questa voce raccoglie le informazioni riguardanti l'Associazione Calcio Perugia nelle competizioni ufficiali della stagione 1999-2000.

## Stagione

L'attaccante Nicola Amoruso contribuisce alla salvezza con 11 gol

La difficoltosa salvezza dell'annata precedente spinse la dirigenza a un nuovo cambio di allenatore e un conseguente rafforzamento della squadra. Ingaggiato in panchina il navigato Carlo Mazzone, vennero acquistati gli esperti Bisoli e Calori, il giovane Rivalta e un Amoruso in cerca di riscatto dopo un paio di campionati tribolati a Torino, inoltre fece ritorno in biancorosso Materazzi dopo l'anno trascorso a Liverpool; numerose le cessioni, che riguardarono punti fermi della passata stagione come Bucchi, Colonnello, Kaviedes, Melli e Petrachi, mentre Zé Maria rimase in Brasile in prestito.
La stagione iniziò con l'eliminazione dall'Intertoto ad opera dei turchi del Trabzonspor che scatenò la contestazione dei tifosi, i quali non erano affatto in simpatia con la dirigenza la quale aveva sempre sbandierato sogni di grandezza, ma la realtà era una rosa con buoni giocatori che al massimo poteva puntare alla salvezza.
La squadra, che a gennaio vide partire Nakata alla Roma per 40 miliardi di lire più il cartellino di Aleničev, alla fine si piazzò al 10º posto al termine di un campionato tranquillo che la vide perdere appena 6 partite su 19 al Curi: la prima sconfitta casalinga, il 6 novembre ad opera del Bari dei Matarrese (1-2), rimase agli annali per avere scatenato la rabbia nel dopo-partita del presidente Luciano Gaucci contro lo stesso Matarrese e l'arbitro Pellegrino, reo di non aver visto una gomitata di Innocenti a Olive che procurò al perugino la frattura dello zigomo destro, costringendolo all’intervento chirurgico.
Ma questo campionato è ricordato soprattutto per l'esito della lotta scudetto tra Lazio e Juventus, che riguardò anche il Perugia. All'ultima giornata, il 14 maggio, si giocava Perugia-Juventus, una partita passata alla storia: l'arbitro Pierluigi Collina decise di sospendere la partita sullo 0-0 per impraticabilità del campo a causa della forte pioggia, per poi farla proseguire non appena il campo, che divenne "pesante", ebbe drenato tutta l'acqua riversatasi sul terreno di gioco. Il secondo tempo cominciò alle 17:11, con oltre un'ora di ritardo. E la squadra di Mazzone, grazie a una giocata del capitano perugino Alessandro Calori che raccolse una respinta di testa dello juventino Conte, fece cadere la Juventus sul traguardo di un campionato che fino a poche settimane prima sembrava vinto, consegnando di fatto il tricolore ai biancocelesti.

## Divise e sponsor

Alessandro Calori in azione con la seconda divisa stagionale in variante all white

Lo sponsor tecnico del Perugia per la stagione 1999-2000 fu Galex, mentre lo sponsor ufficiale fu Perugina.
| Casa | Trasferta | Terza divisa |

## Organigramma societario
Area direttiva
- Presidente: Luciano Gaucci
- Vice Presidente esecutivo: Riccardo Gaucci
- Amministratore delegato: Alessandro Gaucci
- Direttore Generale: Stefano Caira
- Direttore organizzativo: Gianni Boazzo

Area organizzativa
- Segretario generale: Ilvano Ercoli
- Team manager: Fabrizio Salvatori

Area comunicazione
- Addetto relazioni esterne: Alberto Di Chiara

Area tecnica
- Direttore sportivo: Ermanno Pieroni
- Allenatore: Carlo Mazzone
- Allenatore in seconda: Leonardo Menichini

## Rosa
| N. |                       | Ruolo | Calciatore              |
| -- | --------------------- | ----- | ----------------------- |
| 1  | Italia (bandiera)     | P     | Andrea Mazzantini       |
| 2  | Italia (bandiera)     | D     | Daniele Daino           |
| 3  | Italia (bandiera)     | D     | Mauro Milanese          |
| 4  | Italia (bandiera)     | D     | Renato Olive (capitano) |
| 5  | Italia (bandiera)     | A     | Alessandro Melli        |
| 6  | Italia (bandiera)     | D     | Alessandro Calori       |
| 7  | Giappone (bandiera)   | C     | Hidetoshi Nakata        |
| 8  | Italia (bandiera)     | C     | Massimiliano Esposito   |
| 9  | Italia (bandiera)     | A     | Nicola Amoruso          |
| 10 | Italia (bandiera)     | C     | Giovanni Tedesco        |
| 11 | Croazia (bandiera)    | A     | Milan Rapaić            |
| 12 | Italia (bandiera)     | P     | Angelo Pagotto          |
| 13 | Italia (bandiera)     | D     | Roberto Ripa            |
| 14 | Portogallo (bandiera) | D     | Hilário                 |
| 15 | Italia (bandiera)     | D     | Claudio Rivalta         |
| 16 | Italia (bandiera)     | D     | Andrea Sussi            |
| 18 | Italia (bandiera)     | C     | Pierpaolo Bisoli        |
| 20 | Cile (bandiera)       | A     | Héctor Tapia            |
| 21 | Italia (bandiera)     | D     | Sergio Quinto Campolo   |
| 22 | Italia (bandiera)     | C     | Marco Capparella        |

| N. |                     | Ruolo | Calciatore               |
| -- | ------------------- | ----- | ------------------------ |
| 23 | Italia (bandiera)   | D     | Marco Materazzi          |
| 25 | Francia (bandiera)  | C     | Ibrahim Ba               |
| 26 | Italia (bandiera)   | C     | Massimiliano Cappioli    |
| 27 | Italia (bandiera)   | D     | Salvatore Monaco         |
| 28 | Russia (bandiera)   | C     | Dmitrij Aleničev         |
| 19 | Italia (bandiera)   | D     | Sean Sogliano            |
| -  | Italia (bandiera)   | C     | Fabio Gatti              |
| -  | Italia (bandiera)   | C     | Tiziano Turchetti        |
| 16 | Spagna (bandiera)   | A     | Dani García              |
| 29 | Italia (bandiera)   | C     | Giovanni Proietti        |
| 30 | Italia (bandiera)   | P     | Giorgio Sterchele        |
| -  | Brasile (bandiera)  | A     | Robson Machado Toledo    |
| -  | Italia (bandiera)   | C     | Cataldo Montesanto       |
| -  | Italia (bandiera)   | D     | Gabriele Grossi          |
| -  | Italia (bandiera)   | D     | Daniele Pellegrini       |
| -  | Italia (bandiera)   | C     | Davide Tentoni           |
| -  | Colombia (bandiera) | C     | Jorge Bolaño             |
| 9  | Italia (bandiera)   | A     | Stefano Guidoni          |
| -  | Italia (bandiera)   | D     | Davide Emmanuel Vitamore |
| -  | Italia (bandiera)   | P     | Alessandro Paroli        |

## Risultati

### Serie A

#### Girone di andata
| Arbitro: | Tombolini (Ancona) |

|           |           |            |
| Olive 46’ | Marcatori | 77’ Stanić |

| Arbitro: | Bazzoli (Merano) |

|                                        |           |               |
| Bierhoff 28’ Ševčenko 59’ Leonardo 72’ | Marcatori | 40’ Materazzi |

| Arbitro: | Collina (Viareggio) |

|                                    |           |  |
| Nakata 15’ Materazzi 31’ Melli 38’ | Marcatori |  |

| Arbitro: | Serena (Bassano del Grappa) |

|                                            |           |           |
| Montella 37’ Assunção 47’ Totti 83’ (rig.) | Marcatori | 82’ Olive |

| Arbitro: | Bertini (Arezzo) |

|                              |           |                |
| Stovini 9’ (aut.) Nakata 27’ | Marcatori | 47’ Giacchetta |

| Arbitro: | Rodomonti (Teramo) |

|                                 |           |  |
| Cammarata 27’ Calori 63’ (aut.) | Marcatori |  |

| Arbitro: | P. Rossi (Ciampino) |

|                  |           |             |
| Amoruso 54’, 73’ | Marcatori | 10’ Maniero |

| Arbitro: | Messina (Bergamo) |

|  |           |           |
|  | Marcatori | 69’ Olive |

| Arbitro: | Pellegrino (Barcellona Pozzo di Gotto) |

|        |           |                              |
| Ba 75’ | Marcatori | 43’ D. Andersson 59’ Masinga |

| Arbitro: | Treossi (Forlì) |

|             |           |  |
| Pierini 81’ | Marcatori |  |

| Arbitro: | Rodomonti (Teramo) |

|  |           |            |
|  | Marcatori | 45’ Calori |

| Arbitro: | Messina (Bergamo) |

|  |           |                         |
|  | Marcatori | 37’ Salas 62’ Conceição |

| Piacenza 12 dicembre 1999, ore 15:00 CET 13ª giornata | Piacenza             | 0 – 0 referto | Perugia | Stadio Leonardo Garilli (9.000 spett.)\| Arbitro: \| Trentalange (Torino) \| |
| Arbitro:                                              | Trentalange (Torino) |               |         |                                                                              |

| Arbitro: | Borriello (Mantova) |

|                                 |           |                      |
| Calori 33’ Amoruso 60’ Ripa 81’ | Marcatori | 50’ Womé 64’ Signori |

| Arbitro: | Rodomonti (Teramo) |

|                                                                       |           |  |
| Georgatos 18’ Seedorf 45’ C. Vieri 57’ Jugović 65’ Hilário 72’ (aut.) | Marcatori |  |

| Arbitro: | N. Ayroldi (Molfetta) |

|  |           |                                                                     |
|  | Marcatori | 13’ Sottil 19’ (aut.) Calori 24’ Manfredini 41’ Fiore 74’ Jørgensen |

| Arbitro: | Borriello (Mantova) |

|                                                 |           |  |
| Del Piero 26’ (rig.) Zidane 89’ Kovačević 90+3’ | Marcatori |  |

#### Girone di ritorno
| Arbitro: | Trentalange (Torino) |

|            |           |                      |
| Ortega 89’ | Marcatori | 25’ Calori 34’ Olive |

| Arbitro: | Farina (Novi Ligure) |

|  |           |                        |
|  | Marcatori | 70’, 73’, 77’ Ševčenko |

| Arbitro: | Rosetti (Torino) |

|                   |           |                    |
| Berretta 36’, 44’ | Marcatori | 32’ (rig.) Amoruso |

| Arbitro: | Borriello (Mantova) |

|                |           |                                |
| Olive 57’, 82’ | Marcatori | 22’ Nakata 40’ (rig.) Montella |

| Arbitro: | Braschi (Prato) |

|             |           |                 |
| Baronio 50’ | Marcatori | 45’ M. Esposito |

| Perugia 27 febbraio 2000, ore 15:00 CET 23ª giornata | Perugia         | 0 – 0 referto | Verona | Stadio Renato Curi (12.000 spett.)\| Arbitro: \| Treossi (Forlì) \| |
| Arbitro:                                             | Treossi (Forlì) |               |        |                                                                     |

| Arbitro: | Rodomonti (Teramo) |

|             |           |                          |
| Maniero 58’ | Marcatori | 32’ Amoruso 73’ Cappioli |

| Arbitro: | P. Rossi (Ciampino) |

|                         |           |                                  |
| Calori 84’ Cappioli 89’ | Marcatori | 69’ Sesa 78’ (rig.) C. Lucarelli |

| Arbitro: | Farina (Novi Ligure) |

|  |           |                         |
|  | Marcatori | 21’, 38’ (rig.) Amoruso |

| Arbitro: | Cassarà (Palermo) |

|            |           |                         |
| Rapaić 14’ | Marcatori | 7’ Batistuta 69’ Chiesa |

| Arbitro: | De Santis (Tivoli) |

|             |           |  |
| Amoruso 21’ | Marcatori |  |

| Arbitro: | Messina (Bergamo) |

|              |           |  |
| Lombardo 48’ | Marcatori |  |

| Arbitro: | Farina (Novi Ligure) |

|                          |           |  |
| Materazzi 15’ Rapaić 74’ | Marcatori |  |

| Arbitro: | Bertini (Arezzo) |

|                              |           |             |
| Signori 14’ K. Andersson 15’ | Marcatori | 20’ Amoruso |

| Arbitro: | Farina (Novi Ligure) |

|             |           |                        |
| Amoruso 78’ | Marcatori | 29’ Seedorf 66’ Recoba |

| Arbitro: | Bolognino (Milano) |

|                          |           |             |
| Warley 38’ Margiotta 60’ | Marcatori | 41’ Amoruso |

| Arbitro: | Collina (Viareggio) |

|            |           |  |
| Calori 49’ | Marcatori |  |

### Coppa Italia

#### Turni eliminatori
| Arbitro: | Treossi (Forlì) |

|            |           |                      |
| Annoni 79’ | Marcatori | 35’ Nakata 87’ Melli |

| Arbitro: | Trentalange (Torino) |

|        |           |              |
| Ba 90’ | Marcatori | 14’ Stellini |

#### Fase finale
| Arbitro: | De Santis (Tivoli) |

|             |           |  |
| Milanese 4’ | Marcatori |  |

| Arbitro: | Serena (Bassano del Grappa) |

|                       |           |  |
| Bressan 1’ Chiesa 12’ | Marcatori |  |